# Collegio di West Worcestershire
West Worcestershire è un collegio elettorale inglese situato nelle Midlands Occidentali, rappresentato alla Camera dei comuni del Parlamento del Regno Unito. Elegge un membro del parlamento con il sistema first-past-the-post, ossia maggioritario a turno unico; l'attuale parlamentare è Harriett Baldwin del Partito Conservatore, che rappresenta il collegio dal 2010.

## Estensione
- 1832-1885: le divisioni sessionali di Upton, Worcester, Hundred House e Kidderminster, e la Città e Contea della Città di Worcester.
- 1997-2010: i ward del distretto di Malvern Hills di Baldwin, Broadheath, Chase, Hallow, Kempsey, Langland, Laugherne Hill, Leigh and Bransford, Link, Longdon, Martley, Morton, Powick, Priory, Ripple, Temeside, The Hanleys, Trinity, Upton-on-Severn, Wells, West e Woodbury, e i ward del distretto di Wychavon di Bredon, Eckington, Elmley Castle, Pershore Holy Cross, Pershore St Andrew's, Somerville e South Bredon Hill.
- dal 2010: il distretto di Malvern Hills, e i ward del distretto di Wychavon di Bredon, Eckington, Elmley Castle and Somerville, Pershore e South Bredon Hill.

## Membri del parlamento dal 1997
| Elezione | Elezione         | Deputato       | Partito      |
| -------- | ---------------- | -------------- | ------------ |
|          | 1997             | Michael Spicer | Conservatore |
| 2010     | Harriett Baldwin |                | Conservatore |

## Elezioni

### Elezioni negli anni 2020
| Partito                    | Partito                                   | Candidato                  | Risultati 4 luglio 2024 | Risultati 4 luglio 2024 |
| Partito                    | Partito                                   | Candidato                  | Voti                    | %                       |
| -------------------------- | ----------------------------------------- | -------------------------- | ----------------------- | ----------------------- |
|                            | Conservatore                              | Harriett Baldwin           | 19 783                  | 36,17                   |
|                            | Lib Dem                                   | Dan Boatright              | 13 236                  | 24,20                   |
|                            | Laburista                                 | Kash Haroon                | 8 335                   | 15,24                   |
|                            | Reform UK                                 | Christopher Edmondson      | 7 902                   | 14,45                   |
|                            | Verdi                                     | Natalie McVey              | 5 068                   | 9,27                    |
|                            | Party of Women                            | Seonaid Barber             | 363                     | 0,66                    |
|                            |                                           |                            |                         |                         |
| Iscritti                   | Iscritti                                  | Iscritti                   | 79 242                  | 100,00                  |
| ↳ Votanti (% su iscritti)  | ↳ Votanti (% su iscritti)                 | ↳ Votanti (% su iscritti)  | 54 687                  | 69,01                   |
| ↳ Astenuti (% su iscritti) | ↳ Astenuti (% su iscritti)                | ↳ Astenuti (% su iscritti) | 24 555                  | 30,99                   |
|                            |                                           |                            |                         |                         |
|                            | Esito: collegio confermato a Conservatore |                            |                         |                         |

### Elezioni negli anni 2010
| Partito                    | Partito                                   | Candidato                  | Risultati 12 dicembre 2019 | Risultati 12 dicembre 2019 |
| Partito                    | Partito                                   | Candidato                  | Voti                       | %                          |
| -------------------------- | ----------------------------------------- | -------------------------- | -------------------------- | -------------------------- |
|                            | Conservatore                              | Harriett Baldwin           | 34 909                     | 60,68                      |
|                            | Lib Dem                                   | Beverley Nielsen           | 10 410                     | 18,09                      |
|                            | Laburista                                 | Samantha Charles           | 9 496                      | 16,51                      |
|                            | Verdi                                     | Martin Allen               | 2 715                      | 4,72                       |
|                            |                                           |                            |                            |                            |
| Iscritti                   | Iscritti                                  | Iscritti                   | 76 267                     | 100,00                     |
| ↳ Votanti (% su iscritti)  | ↳ Votanti (% su iscritti)                 | ↳ Votanti (% su iscritti)  | 57 530                     | 75,43                      |
| ↳ Astenuti (% su iscritti) | ↳ Astenuti (% su iscritti)                | ↳ Astenuti (% su iscritti) | 18 737                     | 24,57                      |
|                            |                                           |                            |                            |                            |
|                            | Esito: collegio confermato a Conservatore |                            |                            |                            |

| Partito                    | Partito                                   | Candidato                  | Risultati 8 giugno 2017 | Risultati 8 giugno 2017 |
| Partito                    | Partito                                   | Candidato                  | Voti                    | %                       |
| -------------------------- | ----------------------------------------- | -------------------------- | ----------------------- | ----------------------- |
|                            | Conservatore                              | Harriett Baldwin           | 34 703                  | 61,45                   |
|                            | Laburista                                 | Samantha Charles           | 13 375                  | 23,68                   |
|                            | Lib Dem                                   | Edward McMillan-Scott      | 5 307                   | 9,40                    |
|                            | Verdi                                     | Natalie McVey              | 1 605                   | 2,84                    |
|                            | UKIP                                      | Mike Savage                | 1 481                   | 2,62                    |
|                            |                                           |                            |                         |                         |
| Iscritti                   | Iscritti                                  | Iscritti                   | 74 401                  | 100,00                  |
| ↳ Votanti (% su iscritti)  | ↳ Votanti (% su iscritti)                 | ↳ Votanti (% su iscritti)  | 56 471                  | 75,90                   |
| ↳ Astenuti (% su iscritti) | ↳ Astenuti (% su iscritti)                | ↳ Astenuti (% su iscritti) | 17 930                  | 24,10                   |
|                            |                                           |                            |                         |                         |
|                            | Esito: collegio confermato a Conservatore |                            |                         |                         |

| Partito                    | Partito                                   | Candidato                  | Risultati 7 maggio 2015 | Risultati 7 maggio 2015 |
| Partito                    | Partito                                   | Candidato                  | Voti                    | %                       |
| -------------------------- | ----------------------------------------- | -------------------------- | ----------------------- | ----------------------- |
|                            | Conservatore                              | Harriett Baldwin           | 30 342                  | 56,09                   |
|                            | UKIP                                      | Richard Chamings           | 7 764                   | 14,35                   |
|                            | Laburista                                 | Daniel Walton              | 7 244                   | 13,39                   |
|                            | Lib Dem                                   | Dennis Wharton             | 5 245                   | 9,70                    |
|                            | Verdi                                     | Julian Roskams             | 3 505                   | 6,48                    |
|                            |                                           |                            |                         |                         |
| Iscritti                   | Iscritti                                  | Iscritti                   | 73 405                  | 100,00                  |
| ↳ Votanti (% su iscritti)  | ↳ Votanti (% su iscritti)                 | ↳ Votanti (% su iscritti)  | 54 100                  | 73,70                   |
| ↳ Astenuti (% su iscritti) | ↳ Astenuti (% su iscritti)                | ↳ Astenuti (% su iscritti) | 19 305                  | 26,30                   |
|                            |                                           |                            |                         |                         |
|                            | Esito: collegio confermato a Conservatore |                            |                         |                         |

| Partito                    | Partito                                   | Candidato                  | Risultati 6 maggio 2010 | Risultati 6 maggio 2010 |
| Partito                    | Partito                                   | Candidato                  | Voti                    | %                       |
| -------------------------- | ----------------------------------------- | -------------------------- | ----------------------- | ----------------------- |
|                            | Conservatore                              | Harriett Baldwin           | 27 213                  | 50,31                   |
|                            | Lib Dem                                   | Richard Burt               | 20 459                  | 37,82                   |
|                            | Laburista                                 | Penelope Barber            | 3 661                   | 6,77                    |
|                            | UKIP                                      | Caroline Bovey             | 2 119                   | 3,92                    |
|                            | Verdi                                     | Malcolm Victory            | 641                     | 1,18                    |
|                            |                                           |                            |                         |                         |
| Iscritti                   | Iscritti                                  | Iscritti                   | 73 260                  | 100,00                  |
| ↳ Votanti (% su iscritti)  | ↳ Votanti (% su iscritti)                 | ↳ Votanti (% su iscritti)  | 54 093                  | 73,84                   |
| ↳ Astenuti (% su iscritti) | ↳ Astenuti (% su iscritti)                | ↳ Astenuti (% su iscritti) | 19 167                  | 26,16                   |
|                            |                                           |                            |                         |                         |
|                            | Esito: collegio confermato a Conservatore |                            |                         |                         |

### Elezioni negli anni 2000
| Partito                    | Partito                                   | Candidato                  | Risultati 5 maggio 2005 | Risultati 5 maggio 2005 |
| Partito                    | Partito                                   | Candidato                  | Voti                    | %                       |
| -------------------------- | ----------------------------------------- | -------------------------- | ----------------------- | ----------------------- |
|                            | Conservatore                              | Michael Spicer             | 20 959                  | 44,52                   |
|                            | Lib Dem                                   | Tom Wells                  | 18 484                  | 39,26                   |
|                            | Laburista                                 | Qamar Bhatti               | 4 945                   | 10,50                   |
|                            | UKIP                                      | Caroline Bovey             | 1 590                   | 3,38                    |
|                            | Verdi                                     | Malcolm Victory            | 1 099                   | 2,33                    |
|                            |                                           |                            |                         |                         |
| Iscritti                   | Iscritti                                  | Iscritti                   | 66 965                  | 100,00                  |
| ↳ Votanti (% su iscritti)  | ↳ Votanti (% su iscritti)                 | ↳ Votanti (% su iscritti)  | 47 077                  | 70,30                   |
| ↳ Astenuti (% su iscritti) | ↳ Astenuti (% su iscritti)                | ↳ Astenuti (% su iscritti) | 19 888                  | 29,70                   |
|                            |                                           |                            |                         |                         |
|                            | Esito: collegio confermato a Conservatore |                            |                         |                         |

| Partito                    | Partito                                   | Candidato                  | Risultati 7 giugno 2001 | Risultati 7 giugno 2001 |
| Partito                    | Partito                                   | Candidato                  | Voti                    | %                       |
| -------------------------- | ----------------------------------------- | -------------------------- | ----------------------- | ----------------------- |
|                            | Conservatore                              | Michael Spicer             | 20 597                  | 45,97                   |
|                            | Lib Dem                                   | Michael Hadley             | 15 223                  | 33,97                   |
|                            | Laburista                                 | Waquar Azmi                | 6 275                   | 14,00                   |
|                            | UKIP                                      | Ian Morris                 | 1 574                   | 3,51                    |
|                            | Verdi                                     | Malcolm Victory            | 1 138                   | 2,54                    |
|                            |                                           |                            |                         |                         |
| Iscritti                   | Iscritti                                  | Iscritti                   | 66 776                  | 100,00                  |
| ↳ Votanti (% su iscritti)  | ↳ Votanti (% su iscritti)                 | ↳ Votanti (% su iscritti)  | 44 807                  | 67,10                   |
| ↳ Astenuti (% su iscritti) | ↳ Astenuti (% su iscritti)                | ↳ Astenuti (% su iscritti) | 21 969                  | 32,90                   |
|                            |                                           |                            |                         |                         |
|                            | Esito: collegio confermato a Conservatore |                            |                         |                         |

## Risultati dei referendum

### Referendum sulla permanenza del Regno Unito nell'Unione europea del 2016
|             | Collegio            | Lasciare UE % | Rimanere in UE % |
| ----------- | ------------------- | ------------- | ---------------- |
|             | West Worcestershire | 52,5%         | 47,5%            |
| Inghilterra | 53,3%               | 46,7%         |                  |
| Regno Unito | 51,9%               | 48,1%         |                  |